# Минхен (филм)
Минхен (енгл. Munich) је амерички филм из 2005. снимљен по роману Ђерђа Јонаша, који говори о масакру израелских спортиста на ОИ 1972. у Минхену и тајној операцији одмазде коју је наредила израелска влада. Прича говори о групи убица, који предводи бивши агент Мосада Авнер (Ерик Бана), који проналазе и убијају припаднике Црног септембра за које се сматра да су одговорни за убиство 11 израелских спортиста. Филм је био номинован за пет Оскара а режирао га је Стивен Спилберг.
Први део филма, који говори о масакру, заснован је на чињеницама. Други део филма, који описује одговор израелске владе, критичари и новинари су доводили у питање. Спилберг је други део филма описао као „историјску фикцију“, рекавши како је филм инспирисан стварним израелским операцијама познатим под називом „Операција Божја срџба“.

## Преглед
Филм је заснован на књизи канадског новинара Џорџа Џонаса Освета: истинита прича о израелском против-терористичком тиму, Сама књига темељена је на изворима Јувала Авива, који је тврдио да је био агент Мосада. У књизи, Авивову причу приповеда протагонист зван „Авнер“. Џонасова књига прво је екранизована као телевизијски филм из 1986, Sword of Gideon, са Стивеном Бауером и Мајклом Јорком у главним улогама, а у режији Мајкла Андерсона.
Филм је сниман на разним локацијама на Малти (које је требало да прикажу Тел Авив, Бејрут, Кипар, Атину и Рим), Будимпешти (која је требало да замени Лондон, Рим, Париз и немачки аеродром Фирстенфелдбрук), Паризу и Њујорку
У америчким биоскопима филм је прошао доста лоше, зарадивши око 43,5 милиона долара, што је било око три четвртине буџета (75 милиона). Међутим, филм је релативно добро прошао у Европи, са зарадом 130.346.986 долара.

## Радња
1972. свет је гледао убиство 11 израелских спортиста на олимпијским играма у Минхену. Ово је прича о ономе што је уследило.
Филм почиње с описом масакра у Минхену 1972, попраћених извештајима из тадашњих новина и телевизијских вести. Након убиства, израелска влада спрема тајну организацију усмерену на убиства вођа Црног септембра који су планирали тај напад. За вођу операције изабран је нижерангирани Мосадов агент Авнер Кауфман (Ерик Бана), који је рођен у Израелу, али одрастао у Немачкој. Како израелска влада не би била упетљана у убиства, Авнер службено иступа из Мосада, а његова екипа обавља операције без повезаности с Мосадом или израелском владом. Упуте и новац добивају преко сефова у Швајцарској банци, а неколико се пута састају с Мосадовим руководиоцем, Ефраимом (Џефри Раш).
Екипу чине Стив (Данијел Крејг), јужноафрички возач, Ханс (Ханс Цишлер), фалсификатор докумената; Роберт (Матје Касовиц), белгијски произвођач играчака специјализован за експлозиве и Карл (Киран Хајндс), који „чисти“ након операција. Како би нашли једанаест чланова Црног септембра, Авнер плаћа велике износе Француском шпијуну Лују (Матје Амалрик). Група путује у Рим како би пронашли и убили једног од чланова Црног септмебра, који тамо ради као преводилац и музичар. Екипа након тога одлази у Париз, где подмећу бомбу која рањава члана палестинског Фатаха, који касније умире од задобијених рана. Крећу на Кипар где убијају агента КГБ-а, подметнувши му бомбу под кревет. Међутим, експлозив је прејак и умало убија и Авнера који се налазио у суседној соби, што баца сумњу на Луја који је подметнуо експлозив. Након што је Луј дао групи информације о три Палестинца у Бејруту, Камалу Адвану, Камалу Насеру и Абу Јусефу Најару, Ефраим им прво забрањује да пођу у арапску земљу. Међутим, попушта уз услов да групу прате израелски специјалци. У Бејруту, Стив, Роберт и Авнер се састају с групом израелских специјалца (међу којима је и будући премијер Ехуд Барак), успевају пронаћи тројицу лидера и убијају њих, али и невине пролазнике и суседе.
Екипа креће у Атину где је Луј пронашао апартман који би им послужио као сигурна кућа. Током ноћи, тројица припадника ПОО-а, који су такође резервисали апартман као сигурну кућу, упадају у стан. Након нервозних претњи пиштољима, Авнер смирује ситуацију рекавши како су они колеге милитантни револуционари. Авнер почиње разговор о блискоисточној политици с вођом друге групе. Али говори страствено о Гази и Западној обали, које назива родним крајем. Авнерова група обавља следеће убиство. У очајничком покушају, Ханс улази у хотел, па у собу у којој је КГБ-ов контакт, баца гранату у собу и активира Фосфорне гранате скривене у телевизору, убивши замену за КГБ-ова агента којег су пре убили. Током бекства, екипа размењује ватру с Палестинцима, а Карл убија Алија (Омар Метволи).
Луј коначно доставља информације о Саламеху, организатору минхенског масакра. Авнер сазанје како ЦИА можда има везе са Саламехом. Група одлази у Лондон како би пронашла Саламеха, али не успевају га убити, највероватније због интервенције ЦИА. Авнер постаје све више параноичан јер саму екипу хвата група убица. Карла убија једна Холанђанка, професионална убица. Екипа је следи и убија осветивши тако Карлову смрт. Касније је Ханс пронађен и избоден до смрти, а Роберт је погинуо од бомбе у радионици. Кад су два преостала плаћеника пронашла Саламеха у добро чуваној резиденцији у Шпанији, у намери их омету Саламехови чувари. Авнер почиње панично пуцати и погађа једног од чувара, за којег се испоставља да је малсић. Стражари узвраћају ватру, а Авнер и Стив једва успевају побећи.
Вративши се у Израел, а касније у свој нови дом у Бруклин својој жени и детету, Авнер постаје депримиран. Почињу га мучити параноични страхови о сигурности своје породице, враћају му се слике масакра у Минхену то се почиње питати о моралности убиства које је починио и вредности мисије. Његов руководилац, Ефраим, долази у САД како би га наговорио да се поново придружи Мосаду, али Авнер одбија. У задњој сцени филма, приказује се зграда УНа, а камера онда прелази на поглед на Њујорк, на којем се виде и торњеви Светског трговинског центара. Појављује се постскриптум: „Убијено је девет од једанаест Палестинаца које су планирали отмицу“, а речи „девет... једанаест“ (из првог реда) појављују се тачно испод торњева близанаца

## Критике
Роџер Иберт хвалио је филм те га ставио на треће место најбољих филмова у 2005. години.
Џејмс Берардинели је оценио филм позитивно, а био је то једини филм којем је дао четири звездице, те га уврстио у топ 100 најбољих филмова свих времена.
Критичар Ентертејнмент виклија (Entertaimnent Weekley), Овен Глајбермен, рекао је како је Минхен најбољи филм у 2005. години.
Рекс Рид из Њујорк обсервера (New York Observer) припада групи критичара којима се филм није свидео: „Без срца, без идеје и с много материјала за дебату.“

### Награде и номинације
- Оскар за најбољи филм номинација
- Оскар за најбољег режисера номинација
- Оскар за најбоље адаптирани сценарио номинација
- Оскар за најбољу монтажу номинација
- Оскар за најбољу музику номинација